# Égi trió
Az Égi trió Ihász Gábor, Máté Péter és Szécsi Pál közös válogatáslemeze, amelyet 2002-ben CD-n adott ki az RnR Média.

## Az album dalai
1. Talán sok év után - 03:18 [Sergio Endrigo - Bardotti - Vándor Kálmán]
2. Ott állsz az út végén - 04:40 [Máté Péter - S.Nagy István]
3. Múlnak a gyermekévek - 04:03 [Ihász Gábor - S.Nagy István]
4. Gedeon bácsi - 03:44 [Payer András - S.Nagy István]
5. Azt súgta a szél - 03:16 [Máté Péter - Ihász Gábor]
6. Állj meg kislány - 03:41 [Ihász Gábor - Heilig Gábor]
7. Mint a violák - 03:07 [G. Gagliardi - G. Amendola - Vándor Kálmán]
8. Emlékezz rám - 03:48 [Máté Péter - Krisch Gábor]
9. Válaszolj nekem - 03:17 [Ihász Gábor - Szécsi Pál]
10. Carolina - 03:41 [Kookie Tian - Szécsi Pál]
11. Éjszakák és nappalok - 04:07 [Máté Péter - Szécsi Pál]
12. Elszáll a gondom - 03:03 [Ihász Gábor]